# Розанов, Сергей Александрович
Сергей Александрович Розанов (род. 20 октября 1989) — российский тренер и хореограф по фигурному катанию.
Выступал в одиночном катании, не добившись серьёзных успехов. После завершения спортивной карьеры участвовал в ледовых шоу Татьяны Тарасовой и Ильи Авербуха, а также занимался индивидуальными консультациями — «подкатками». В 2017 году по приглашению Даниила Глейхенгауза присоединился к группе Этери Тутберидзе. Розанов тренировал преимущественно юниоров и новичков ('новисов'), с которыми работал над сложными многооборотными прыжками. Среди новисов Розанова была Софья Акатьева. Другая ученица Розанова, Алёна Косторная, отмечала, что именно Розанов помог ей выучить тройной аксель.
В 2020 году вместе с подопечными Александрой Трусовой и Алёной Косторной перешёл в Академию Евгения Плющенко. Помимо работы над техническими элементами Розанов выступает в качестве хореографа и постановщика программ.
В 2024 году стало известно, что тренирует эстонскую фигуристку Элину Гойдину.

## Результаты
Результаты выступлений Сергея Розанова как фигуриста-одиночника
| Соревнования                    | 01/02        | 03/04        | 05/06        | 06/07        | 07/08        |
| Национальные                    | Национальные | Национальные | Национальные | Национальные | Национальные |
| ------------------------------- | ------------ | ------------ | ------------ | ------------ | ------------ |
| Чемпионат России                |              |              | 17           | 18           |              |
| Финал Кубка России              |              |              |              |              | 8            |
| Первенство России среди юниоров | 16           | 15           | 12           | 16           |              |